# 堺打越
堺打越（さかいのうちこし）とは、鎌倉幕府が定めた境界争い（境相論）時における規定のこと。土地の押領などを目的として不当な境相論の訴訟を起こした者（訴人、今日の原告に相当）に対して、相論によって得ようとしていた土地の面積の半分に相当する土地を原告から取り上げて訴えられた正当な土地所有者（論人、今日の被告に相当）に引き渡すこととされていた。なお、「堺」は「境」の異字表記である。
御成敗式目36条においても規定されており、幕府から問題となった土地に対して実検使が派遣・調査が行われる。その際に訴えを起こした訴人の主張が何ら正当性の無い事が明らかとされた場合には、濫訴の罰として堺打越が行われて、不当に権利・名誉を侵害された論人に対する賠償とされた。
ただし、後世においては論人に押領などの不当な土地取得事実が明らかとされた場合にも、同様に訴人に対する堺打越を与える事が慣習法の形で成立するようになった。